# Iglesia de los Santos Mártires (Málaga)
La Iglesia de los Santos Mártires Ciriaco y Paula es un templo cristiano situado en la ciudad de Málaga, España.

## Historia
Se trata de una de las cuatro iglesias levantadas por los Reyes Católicos dentro del perímetro amurallado de la ciudad tras la conquista castellana en 1487, junto con la iglesia del Sagrario, la iglesia de Santiago y la iglesia de san Juan. Tiene consideración de Parroquia erigida sobre una buena parte de la feligresía del centro histórico, limitando con las Parroquias de San Juan Bautista, Santiago Apóstol y San Felipe Neri.

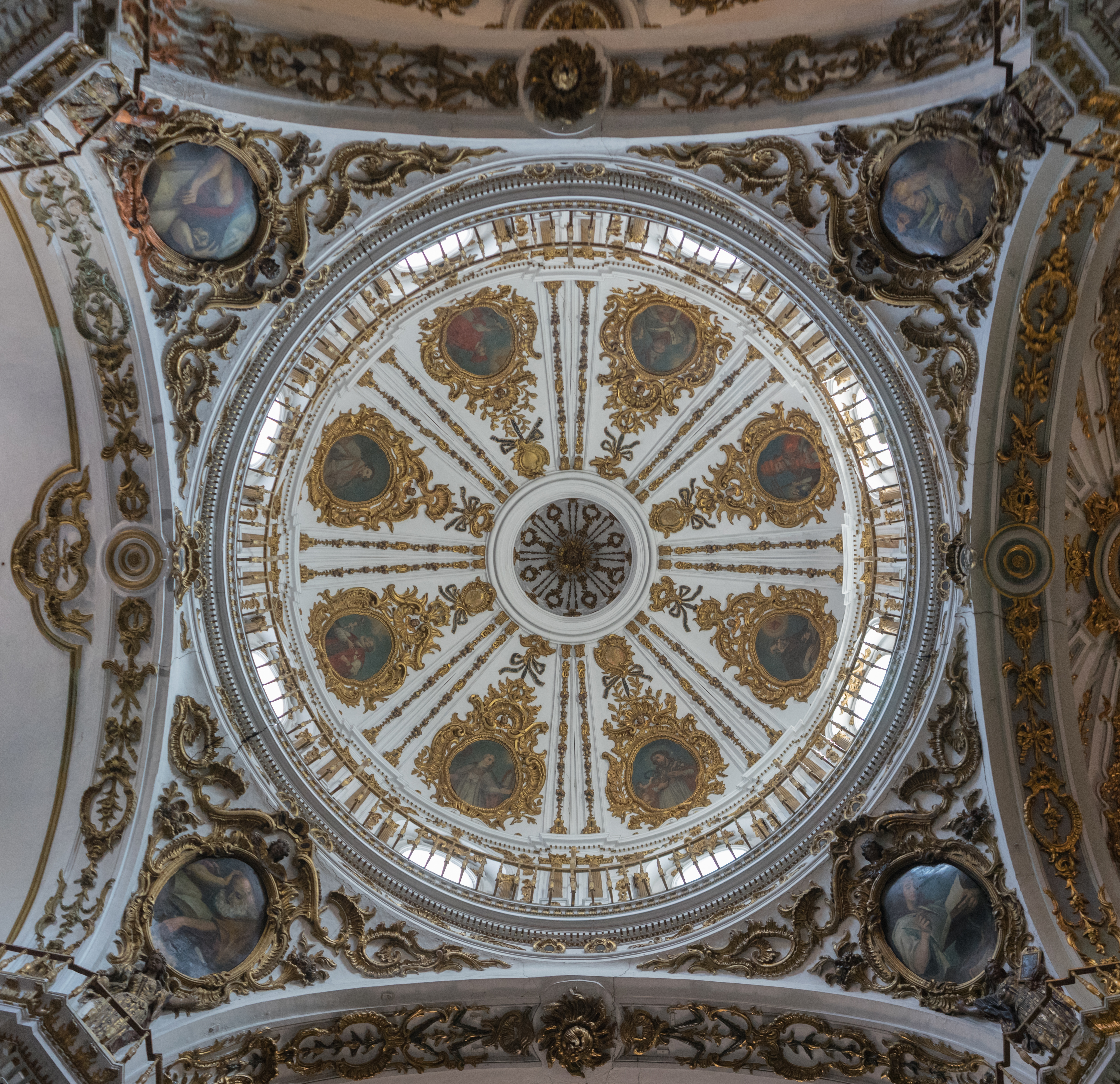
Cúpula de la iglesia.

Se erigió en honor a los mártires Ciriaco y Paula, patronos de la ciudad. La iglesia ha sufrido diversas reformas que han modificado su original estilo gótico-mudéjar, presentando sobre todo elementos del rococó del siglo XVIII, aunque sí se conserva una torre mudéjar en el exterior.
En el templo residen varias hermandades de Semana Santa: la Archicofradía de la Pasión, Cofradía de la Columna (Gitanos) y la Archicofradía del Huerto. A esto además se le unen diversas corporaciones de Gloria, como la de los Patronos de Málaga Ciriaco y Paula, la Virgen de los Remedios (patrona de la feligresía) o la Virgen de Gracia de Archidona, y la Virgen de Araceli. Igualmente, desde 2011, se encuentra establecida la Asociación de la Misericordia Reina de los Mártires. Esta iglesia en un pasado también fue sede de la Hermandad del Sepulcro (1967-2014) y Hermandad de la Cena (2006-2020).
Entre 2020 y 2021, se procedió a la restauración y consolidación del templo. 